# Індикатори сталого управління
Індикатори сталого управління (ІСУ), вперше опубліковані навесні 2009 року та оновлені у 2011 році, аналізують та порівнюють потребу в реформах у країнах-членах Організації економічного співробітництва та розвитку (ОЕСР), а також здатність кожної країни реагувати на поточні соціальні та політичні виклики. Проект розроблений для створення комплексного пулу даних про діяльність уряду в країнах, які вважаються найрозвиненішими ринковими демократіями світу. Крім того, він використовує міжнародні порівняння для надання науково обґрунтованих даних для публічного обговорення реформ, що відбувається в цих країнах. ІСУ оновлюються кожні два-три роки.

## Про проект
Фонд Бертельсмана — це оперативний аналітичний центр, який сприяє соціальним змінам і прагне забезпечити сталий розвиток шляхом раннього виявлення нових викликів та розробки стратегій для їх подолання. 

## Метод
У аналізі кожної країни ОЕСР, що підлягає огляду, беруть участь три вчені з визнаним досвідом у цій галузі. З метою виявлення та зменшення суб'єктивної упередженості проект SGI відбирає експертів, які представляють як внутрішні, так і зовнішні погляди, а також точки зору політологів та економістів. Потім політологи-компаративісти з досвідом у цій галузі об'єднують два експертні звіти в один звіт по країні та відбирають інформацію відповідно до певних критеріїв достовірності та об'єктивності.

## SGI та Індекс трансформації
Концепція SGI натхненна Індексом трансформації (BTI) Фонду Бертельсмана. Індекс трансформації фокусується на 128 країнах, які переходять до ринкової демократії або потенційно рухаються в цьому напрямку, і оцінює, наскільки політичне управління відповідає критеріям щодо сталого розвитку, демократії, заснованої на верховенстві права, соціальної інтеграції та добробуту. З 2002 року BTI документує прогрес 128 країн, що переходять до демократії та ринкової економіки. Використовуючи підхід, подібний до BTI, SGI оцінює, наскільки країни-члени ОЕСР, з огляду на мінливі внутрішні та міжнародні умови, здатні впроваджувати реформи, необхідні для забезпечення їхньої майбутньої життєздатності. Вимірюючи необхідність реформ та ефективність існуючих ініціатив, SGI прагне визначити найкращі політичні рішення для сприяння демократії та ринковій економіці.

## Інфраструктура SGI
Необхідність реформ у країні аналізується в Індексі сталого управління в Індексі статусу, а здатність до реформ аналізується в Індексі управління.

### Індекс стану
Оцінки індексу статусу є комплексними показниками, що базуються на численних кількісних та якісних оцінках. Категорія демократії становить половину оцінки індексу, а чотири категорії, що стосуються конкретних політик, разом складають решту.

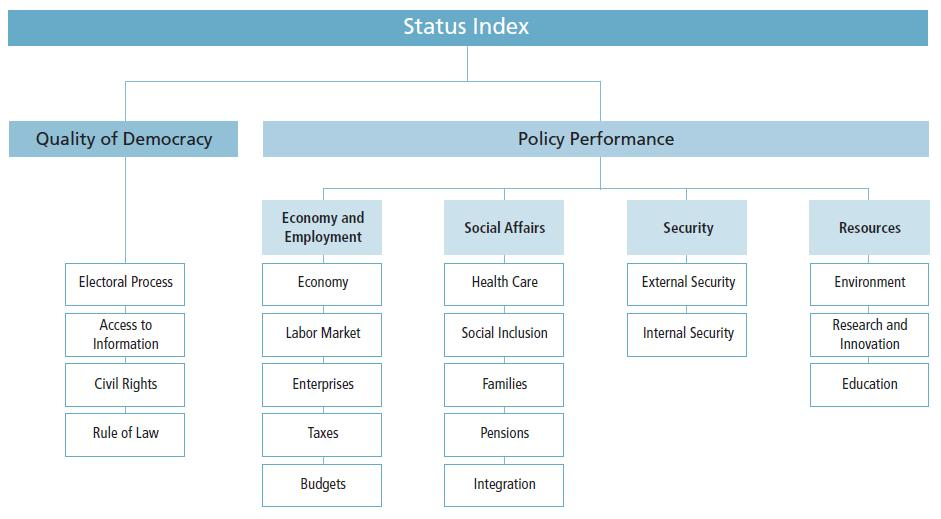
Побудова індексу статусу SGI

Індекс статусу аналізує необхідність реформ за двома основними вимірами:
Перший вимір індексу статусу відображає якість демократії в країні та аналізує чотири критерії: «Виборчий процес», «Доступ до інформації», «Громадянські права» та «Верховенство права».
Другий вимір індексу статусу відповідає компетенціям держав ОЕСР у сферах політики, які мають велике значення для майбутньої життєздатності. Індекс аналізує такі сфери, як «Економіка та зайнятість», «Соціальні питання», «Безпека» та «Ресурси», які включають 15 різних сфер політики.

### Індекс управління
Показники індексу управління є комплексними показниками, що базуються на численних кількісних та якісних оцінках. Три категорії «Керівна здатність», «Реалізація політики» та «Інституційне навчання» разом складають половину показника індексу, а решта половина припадає на вимір «Відповідальність виконавчої влади». Індекс управління враховує, у відносному вираженні, здатність урядів та суспільств до ефективних реформ.

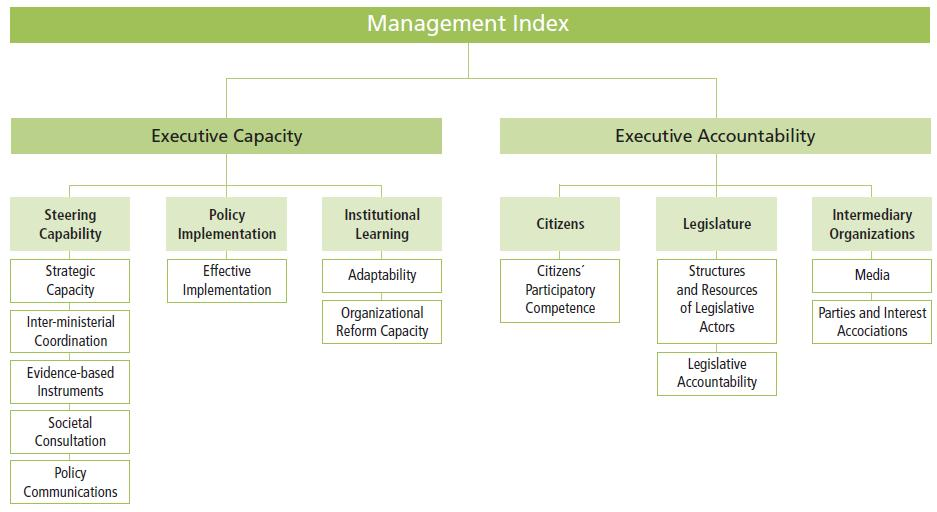
Побудова індексу управління SGI

Індекс управління досліджує ефективність уряду та аналізує реформаторський потенціал країни за двома вимірами:
Перший вимір, виконавча спроможність, вимірює стратегічні керівні та проблемно-розв'язувальні здібності відповідних держав ОЕСР. Таким чином, виконавча спроможність аналізує організаційні структури та процеси уряду. Основними аналітичними категоріями були «керівна спроможність», «реалізація політики» та «інституційне навчання».
Другий вимір, виконавча підзвітність, розглядає, як уряд взаємодіє із зовнішніми державними та недержавними суб'єктами (громадянами, парламентами, політичними партіями, торговими асоціаціями та ЗМІ) і вимірює, наскільки ці суб'єкти позитивно впливають на виконавчу владу.

## Результати

### Індекс стану 2011 року
У верхній частині рейтингу індексу статусу переважають країни Північної Європи. Водночас до групи лідерів також входять Нова Зеландія з її британським спадком та континентальна європейська Швейцарія — дві країни з різними політичними традиціями та традиціями державного соціального забезпечення.

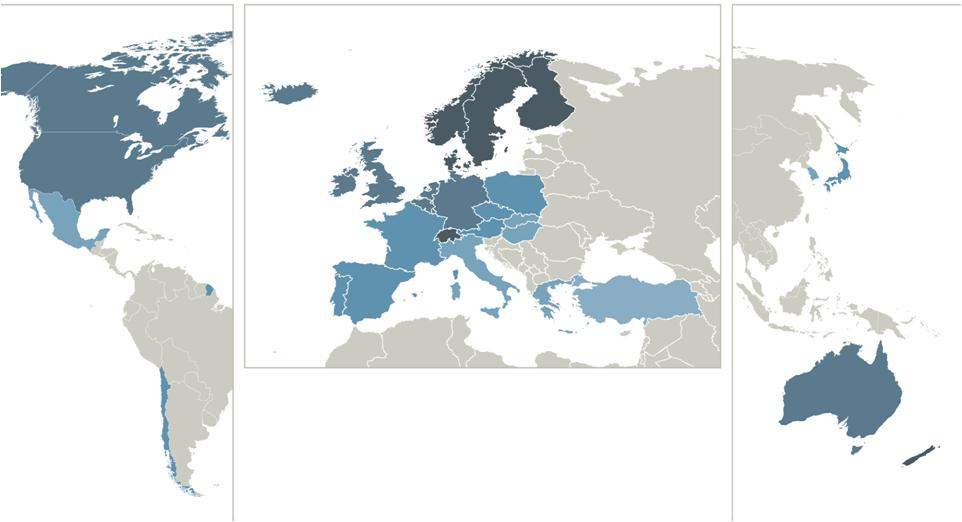
Результати Індексу статусу за 2011 рік; результати відображені за шкалою від 1 (найгірший) до 10 (найкращий)

Група країн із середніми показниками (Канада, Австралія, Німеччина, Ісландія, Люксембург, Нідерланди, США, Ірландія, Велика Британія, Бельгія, Австрія, Чехія, Франція, Португалія, Японія, Чилі, Іспанія та Польща) та група країн із найнижчими показниками (Південна Корея, Італія, Словаччина, Мексика, Греція та Туреччина) є географічно та культурно настільки ж неоднорідними, як і група країн із найвищими показниками. Стандартні типології в порівняльній політичній науці є недостатніми для пояснення рейтингу країн ОЕСР за індексом статусу. Наприклад, мажоритарні демократії не мають систематично кращих або гірших результатів, ніж консенсусні демократії. Класифікація країн як федеральних та централізованих держав також не допомагає пояснити відмінності в реформаторському потенціалі. До групи країн з найвищими показниками входять, перш за все, соціал-демократичні держави загального добробуту, такі як скандинавські країни. Однак ліберальні держави загального добробуту також досягають високих показників, а Нова Зеландія, Швейцарія та Канада знаходяться у верхній середній частині рейтингу. Загалом, результати Індексу статусу показують вищі показники серед довгострокових, усталених членів ОЕСР, хоча є й винятки: Чилі, новий член, знаходиться у нижній середній частині рейтингу, а Італія та Греція мають значно нижчі показники, ніж деякі східноєвропейські країни. Це свідчить про те, що менші, більш відкриті національні економіки, як правило, проводять особливо стійку політику.

### Індекс управління 2011 року

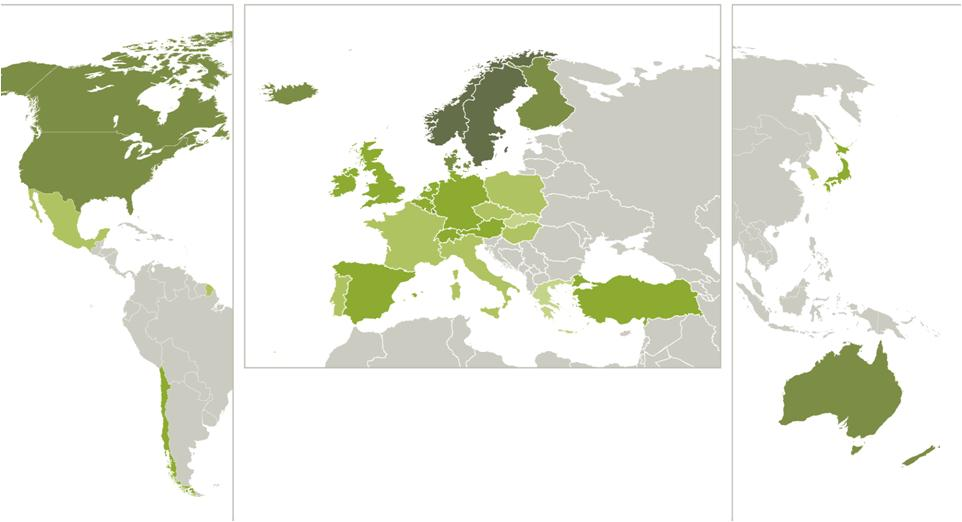
Результати Індексу управління за 2011 рік; результати відображені за шкалою від 1 (найгірший) до 10 (найкращий)
Score < 4 Оцінка < 4

На найвищому рівні агрегації в Індексі управління огляд надає важливі початкові показники того, які країни демонструють найкращі результати в галузі управління в цілому, а які країни мають недоліки. Більш детальну інформацію про результати діяльності конкретної країни можна знайти в звітах по країнах на веб-сайті SGI. Вони містять обґрунтовану якісну інформацію аж до рівня окремих показників.
У рейтингу SGI Management Indicators явно лідирують Швеція та Норвегія, кожна з яких отримала середній бал понад 8. Далі йдуть Данія, Фінляндія, Нова Зеландія та Австралія. Хоча загальний рейтинг північноєвропейських країн знову є видатним, як це спостерігається в Status Index, така послідовність також підкреслює той факт, що в Management Index не віддається перевага жодному конкретному типу системи. За цією групою лідерів йде широка середня група, в якій зміни в балах індексу є поступовими і не утворюють помітних кластерів. Очевидно, що в кінці рейтингу опинилися Греція та Словаччина. Обидві країни відстають від Італії, яка посідає 29-те місце в рейтингу, майже на цілий бал. Новий член ОЕСР, Чилі, виділяється позитивно, вже набравши вищий бал, ніж деякі давні члени ОЕСР.

## Підсумок результатів
Головний висновок SGI полягає в тому, що якість управління є найважливішим фактором для забезпечення стійких результатів політики. Країни з «ефективним виконавчим управлінням, міцним демократичним ладом та ефективним залученням суспільних акторів до процесів формування політики є більш успішними з точки зору стійкості, а також соціальної справедливості».